# Ioncha
Ioncha (en georgiano: იონჩა; en ruso: Ионча) o Arangaron (en osetio: Арæнгæрон; en ruso: Арангарон) es una aldea que pertenece a la parcialmente reconocida República de Osetia del Sur, parte del distrito de Znaur, aunque de iure pertenece al municipio de Tighvi de la región de Iberia Interior de Georgia.

## Geografía
Ioncha se encuentra en la margen izquierda del río Froni Shua, a 8 km de Kornisi. 

## Historia
La expedición de reconocimiento de la región de Baja Iberia de 1955 rastreó montículos de ropa de principios y finales de la Edad del Bronce hasta Ioncha.
De 1922 a 1990 formó parte del distrito de Znaur del óblast autónomo de Osetia del Sur, siendo de mayoría osetia. De 1990 a 2006, formó parte del raión de Kareli y, desde 2006, forma parte del municipio de Tighva.

## Demografía
Según el censo soviético de 1959, la mayoría de la población local eran osetios.